# Osbaston (Leicestershire)
 (octobre 2023).
Osbaston est une paroisse civile et un village du Leicestershire, en Angleterre.